# دولكان
دولكان هي قرية في مقاطعة سردشت، إيران. يقدر عدد سكانها بـ 338 نسمة بحسب إحصاء 2016.